# John O'Shea (rugby à XV)
Pour les articles homonymes, voir O'Shea.
Pas d'image ? Cliquez ici

a Compétitions nationales et continentales officielles uniquement.

b Matchs officiels uniquement.
John O'Shea, né le 2 juin 1940 à Weston-super-Mare (Angleterre) et mort le 24 avril 2024 en Australie, est un joueur international gallois de rugby à XV, évoluant au poste de pilier.
Il obtient cinq sélections avec l'équipe du pays de Galles entre 1967 et 1968. Il participe à une tournée avec les Lions britanniques, en 1968.
Sa femme, Marlene Mathews, est une athlète australienne qui a participé aux Jeux olympiques d'été de 1956.

## Biographie
John O'Shea naît le 2 juin 1940 à Weston-super-Mare en Angleterre.
De 1963 à 1970, il joue avec le club de Cardiff RFC avec qui il dispute un total de deux-cent-treize rencontres et inscrit dix-neuf essais. Durant sa dernière saison, il est capitaine du club.
Entre 1967 et 1968, il dispute cinq rencontres internationales avec le pays de Galles. En 1968, il participe à la tournée des Lions britanniques et irlandais, où il devient le premier joueur de l'histoire des Lions à être expulsé.
Après sa carrière de joueur, il émigre en Australie et se marie avec l'athlète australienne Marlene Mathews.
John O'Shea meurt le 24 avril 2024 en Australie, des suites d'un cancer à l'âge de quatre-vingt-trois ans,.